# Neto

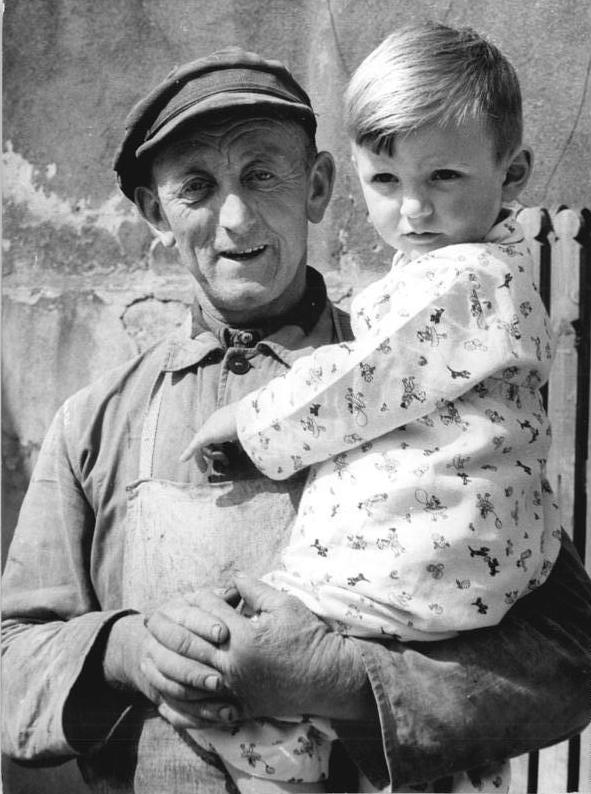
Neto no colo do avô

Neto é o filho de um filho ou filha, em relação aos pais destes que por sua vez são seus avós.
Apesar de, em geral, haver grande diferença de idade, atualmente é possível ver netos e avós juntos em atividades que exigem boa forma física e resistência, bem como artes marciais ou andar de bicicleta. Em alguns casos, netos adolescentes e seus respectivos avós estudam juntos em universidades abertas ou cursos não acadêmicos, dividindo o interesse por temas como artes, tecnologia, culinária, etc.
Apesar de certo distanciamento no grau de parentesco, hoje em dia, é comum ver netos sob a guarda ou tutela de seus avós.
A palavra neto deriva do latim vulgar neptu-.

## Gerações
- neto(a) = filho(a) do(a) filho(a).
- bisneto(a) (2ª geração) = filho(a) do(a) neto(a).
- trineto(a) (3ª geração) = filho(a) do(a) bisneto(a).
- tetraneto(a) (4ª geração) = filho(a) do(a) trineto(a).

### Mais gerações
| Geração                                    | Nome alternado    |
| ------------------------------------------ | ----------------- |
| 5ª geração                                 | pentaneto(a)      |
| 6ª geração                                 | hexaneto(a)       |
| 7ª geração                                 | heptaneto(a)      |
| 8ª geração                                 | octaneto(a)       |
| 9ª geração                                 | eneaneto(a)       |
| 10ª geração                                | decaneto(a)       |
| 11ª geração                                | hendecaneto(a)    |
| 12ª geração                                | dodecaneto(a)     |
| 13ª geração                                | tridecaneto(a)    |
| 14ª geração                                | tetradecaneto(a)  |
| 15ª geração                                | pentadecaneto(a)  |
| 16ª geração                                | hexadecaneto(a)   |
| 17ª geração                                | heptadecaneto(a)  |
| 18ª geração                                | octadecaneto(a)   |
| 19ª geração                                | eneadecaneto(a)   |
| 20ª geração                                | icosaneto(a)      |
| 21ª geração                                | hencosaneto(a)    |
| 22ª geração                                | docosaneto(a)     |
| 23ª geração                                | tricosaneto(a)    |
| 24ª geração                                | tetracosaneto(a)  |
| 25ª geração                                | pentacosaneto(a)  |
| 26ª geração                                | hexacosaneto(a)   |
| 27ª geração                                | heptacosaneto(a)  |
| 28ª geração                                | octacosaneto(a)   |
| 29ª geração                                | eneacosaneto(a)   |
| 30ª geração                                | triacontaneto(a)  |
| 40ª geração                                | tetracontaneto(a) |
| 50ª geração                                | pentacontaneto(a) |
| 60ª geração                                | hexacontaneto(a)  |
| 70ª geração                                | heptacontaneto(a) |
| 80ª geração                                | octacontaneto(a)  |
| 90ª geração                                | eneacontaneto(a)  |
| 100ª geração                               | hectoneto(a)      |
| 200ª geração                               | dictaneto(a)      |
| 300ª geração                               | trictaneto(a)     |
| 400ª geração                               | tetractaneto(a)   |
| 600ª geração                               | hexactaneto(a)    |
| 700ª geração                               | heptactaneto(a)   |
| 800ª geração                               | octactaneto(a)    |
| 900ª geração                               | eneactaneto(a)    |
| 1.000ª geração                             | quiloneto(a)      |
| 2.000ª geração                             | dilianeto(a)      |
| 3.000ª geração                             | trilianeto(a)     |
| 4.000ª geração                             | tetralianeto(a)   |
| 5.000ª geração                             | pentalianeto(a)   |
| 6.000ª geração                             | hexalianeto(a)    |
| 7.000ª geração                             | heptalianeto(a)   |
| 8.000ª geração                             | octalianeto(a)    |
| 9.000ª geração                             | enealianeto(a)    |
| 10.000ª geração                            | decalianeto(a)    |
| 100.000ª geração                           | hectolianeto(a)   |
| 1.000.000ª geração                         | meganeto(a)       |
| 1.000.000.000ª geração                     | giganeto(a)       |
| 1.000.000.000.000ª geração                 | teraneto(a)       |
| 1.000.000.000.000.000ª geração             | petaneto(a)       |
| 1.000.000.000.000.000.000ª geração         | exaneto(a)        |
| 1.000.000.000.000.000.000.000ª geração     | zettaneto(a)      |
| 1.000.000.000.000.000.000.000.000ª geração | yottaneto(a)      |

## Indicações em nomes de pessoas
Em algumas línguas e culturas, incluindo os países lusófonos, é a palavra acrescida ao sobrenome de alguém que tenha o mesmo nome que seu avô e, geralmente, de seu pai.